# Баян-Обо
Горнодобывающий район Баян-Обо (кит. упр. 白云鄂博矿区, пиньинь Báiyún Èbó kuàngqū) — район городского подчинения городского округа Баотоу автономного района Внутренняя Монголия (КНР).

## История
В 1927 году в этих местах были обнаружены залежи редкоземельных металлов.
В начале 1950-х годов сюда были отправлены изыскательские партии, которые подтвердили перспективность разработки руд, и металлургические предприятия в западной части провинции Суйюань стали одним из важнейших объектов Первой пятилетки. Это привело к росту населения, и в марте 1958 года был официально создан посёлок Баян-Обо (уездного уровня) в составе аймака Уланчаб, а в мае он был передан из состава аймака Уланчаб в подчинение Баотоу. В августе 1958 года был образован Горнодобывающий район Баян-Обо.

## Экономика
По состоянию на 2005 год в Баян-Обо находятся крупнейшие известные запасы редкоземельных металлов, здесь получают 45 % от мировой добычи.
Управляет месторождением компания China Baowu Steel Group (宝钢, Bǎogāng).

## Административное деление
Горнодобывающий район Баян-Обо делится на 2 уличных комитета.